# Gais 2023
Gais spelade säsongen 2023 i Superettan efter att föregående säsong ha vunnit Ettan södra. I näst sista omgången säkrade Gais som nykomling andraplatsen i serien och blev därmed klara för Allsvenskan 2024.

## Inför säsongen

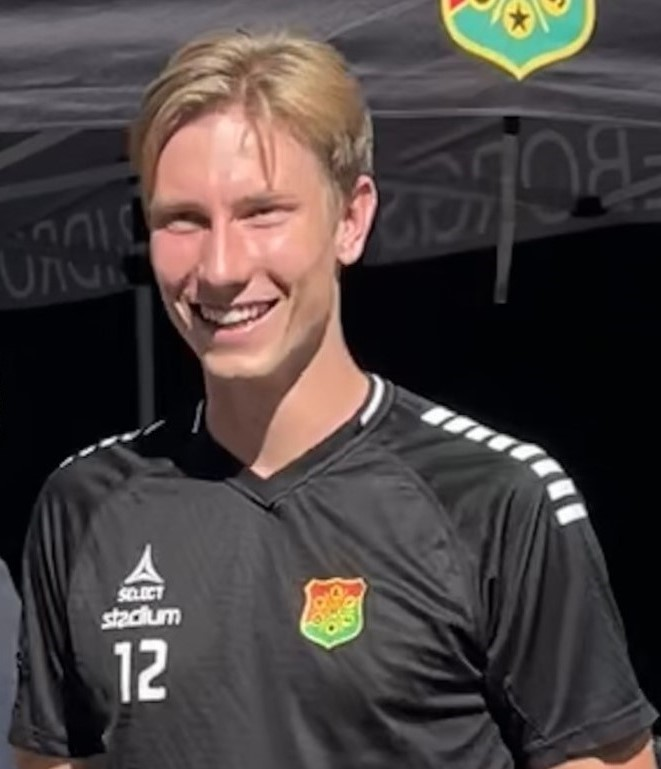
Robin Frej värvades till Gais inför säsongen.

Säsongen 2021 åkte Gais ur Superettan och spelade därför i Ettan södra säsongen 2022. I samband med nedgraderingen lämnade flera av Gais tongivande spelare och 2022 års trupp bestod därför till stor del av yngre och mindre erfarna spelare. Gais vann Ettan södra och flera av Gais kuggar valde efter uppflyttningen att förlänga sina kontrakt över säsongen 2023, bland andra Axel Henriksson, Mergim Krasniqi och Jonas Lindberg. Man tappade dock mittbacken Emin Grozdanic till allsvenska IFK Värnamo och sålde den unge mittfältstalangen Harun Ibrahim till norska Molde FK. Huvudtränare Fredrik "Fidde" Holmberg fick förnyat förtroende till och med säsongen 2025.
Inför säsongen värvades försvararna Egzon Binaku och Robin Frej samt anfallarna Alexander Ahl Holmström och Chisom Chika Chidi, och mittbacken Filip Beckman lyftes upp från juniorlaget. I mars anslöt också den unge mittfältaren Dino Salihovic till klubben på lån från IFK Norrköping.
I december 2022 kontrakterades även Abbas Mohamad från Dalkurd FF. Mohamad fick dock tämligen omgående sparken från klubben på grund av värdegrundsproblem efter att han på sociala medier, trots tidigare varningar från klubben, fortsatt uttrycka sitt stöd till den våldtäktsmisstänkte influeraren Andrew Tate.
Gais gjorde en stark försäsong där man vann åtta matcher av nio och endast förlorade en, mot IFK Norrköping i svenska cupen, trots flera matcher mot allsvenskt motstånd. Vid Superettans upptaktsträff i slutet av mars tippades Gais sluta på tredje plats i serien av Sveriges mediekår.

### Träningsmatcher
|       | 4 februari 2023 | Gais                                                   | 2 – 1           | Varbergs BoIS     | Valhalla IP             |                         |
| 12:00 | 12:00           | Vilmer Rönnberg 19′ (sjm.) Alexander Ahl Holmström 59′ | (1 – 1) Rapport | 39′ Eliton Júnior | Domare: Magnus Lindgren | Domare: Magnus Lindgren |
| 12:00 | 12:00           |                                                        |                 |                   | Domare: Magnus Lindgren | Domare: Magnus Lindgren |
| 12:00 | 12:00           |                                                        |                 |                   | Domare: Magnus Lindgren | Domare: Magnus Lindgren |

|       | 9 februari 2023 | Gais                       | 1 – 0           | Degerfors IF | Valhalla IP                        |                                    |
| 17:00 | 17:00           | Chisomnazu Chika Chidi 31′ | (1 – 0) Rapport |              | Publik: 578 Domare: Joakim Östling | Publik: 578 Domare: Joakim Östling |
| 17:00 | 17:00           |                            |                 |              | Publik: 578 Domare: Joakim Östling | Publik: 578 Domare: Joakim Östling |
| 17:00 | 17:00           |                            |                 |              | Publik: 578 Domare: Joakim Östling | Publik: 578 Domare: Joakim Östling |

|       | 12 februari 2023 | Gais                               | 2 – 1           | Utsiktens BK              | Valhalla IP                     |                                 |
| 13:00 | 13:00            | Mervan Celik 11′ Filip Beckman 61′ | (1 – 0) Rapport | 68′ (str.) Edin Hamidovic | Publik: 820 Domare: Fikret Buqa | Publik: 820 Domare: Fikret Buqa |
| 13:00 | 13:00            |                                    |                 |                           | Publik: 820 Domare: Fikret Buqa | Publik: 820 Domare: Fikret Buqa |
| 13:00 | 13:00            |                                    |                 |                           | Publik: 820 Domare: Fikret Buqa | Publik: 820 Domare: Fikret Buqa |

|       | 11 mars 2023 | Gais                               | 1 – 0           | Helsingborgs IF | Valhalla IP                          |                                      |
| 12:00 | 12:00        | Alexander Ahl Holmström 37′ (str.) | (1 – 0) Rapport |                 | Publik: 552 Domare: Granit Maqedonci | Publik: 552 Domare: Granit Maqedonci |
| 12:00 | 12:00        |                                    |                 |                 | Publik: 552 Domare: Granit Maqedonci | Publik: 552 Domare: Granit Maqedonci |
| 12:00 | 12:00        |                                    |                 |                 | Publik: 552 Domare: Granit Maqedonci | Publik: 552 Domare: Granit Maqedonci |

|       | 15 mars 2023 | Gais                            | 2 – 1           | Tvååkers IF        | Valhalla IP                         |                                     |
| 18.30 | 18.30        | Axel Norén 27′ Mervan Celik 76′ | (1 – 0) Rapport | 81′ Alfons Nygaard | Publik: 308 Domare: Magnus Lindgren | Publik: 308 Domare: Magnus Lindgren |
| 18.30 | 18.30        |                                 |                 |                    | Publik: 308 Domare: Magnus Lindgren | Publik: 308 Domare: Magnus Lindgren |
| 18.30 | 18.30        |                                 |                 |                    | Publik: 308 Domare: Magnus Lindgren | Publik: 308 Domare: Magnus Lindgren |

|  | 25 mars 2023 | Gais                                         | 2 – 1           | Falkenbergs FF    | Valhalla IP                   |                               |
|  |              | Alexander Ahl Holmström 57′ Mervan Celik 85′ | (0 – 1) Rapport | 15′ Oliver Hintsa | Publik: 478 Domare: Per Melin | Publik: 478 Domare: Per Melin |
|  |              |                                              |                 |                   | Publik: 478 Domare: Per Melin | Publik: 478 Domare: Per Melin |
|  |              |                                              |                 |                   | Publik: 478 Domare: Per Melin | Publik: 478 Domare: Per Melin |

## Svenska cupen 2022/2023

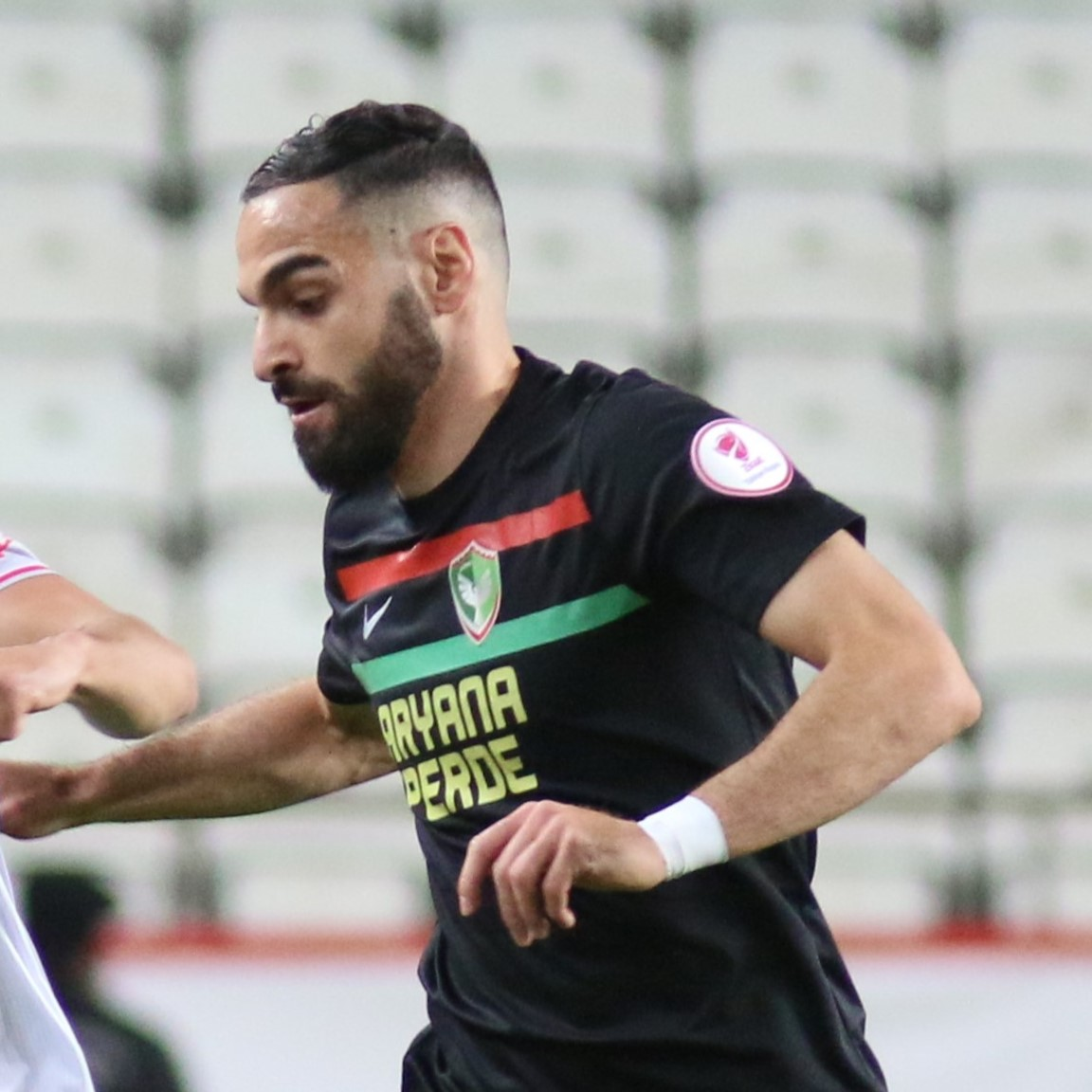
Mervan Celik (på bilden i Amed SK 2021) avgjorde cupderbyt mot IFK med en straff.

Gais kvalificerade sig för gruppspelet i svenska cupen genom att sommaren 2022 slå ut Lindome GIF i omgång 1 och IFK Värnamo i omgång 2. I gruppspelet mötte man IFK Norrköping, IFK Göteborg och Utsiktens BK i grupp 7. Gais slutade tvåa i gruppen efter en knapp uddamålsförlust i första matchen mot IFK Norrköping, följt av en seger mot IFK Göteborg i ett hett derby och en seger mot ett redan avhängt Utsiktens BK i sista matchen. Inför den sista matchen hade Gais fortfarande chans på gruppsegern, men då IFK Norrköping enkelt besegrade IFK Göteborg i den andra matchen i slutomgången hade Gais ingen möjlighet att gå om.

### Tabell
| Nr | Lag            | S | V | O | F | GM | IM | MS | P |
| -- | -------------- | - | - | - | - | -- | -- | -- | - |
| 1  | IFK Norrköping | 3 | 2 | 1 | 0 | 8  | 3  | +5 | 7 |
| 2  | Gais           | 3 | 2 | 0 | 1 | 4  | 2  | +2 | 6 |
| 3  | IFK Göteborg   | 3 | 1 | 0 | 2 | 4  | 8  | −4 | 3 |
| 4  | Utsiktens BK   | 3 | 0 | 1 | 2 | 5  | 8  | −3 | 1 |

### Matcher
| 1     | 19 februari 2023 | Gais | 0 – 1           | IFK Norrköping       | Bravida Arena                         |                                       |
| 15:15 | 15:15            |      | (0 – 1) Rapport | 41′ Arnor Traustason | Publik: 1 821 Domare: Richard Sundell | Publik: 1 821 Domare: Richard Sundell |
| 15:15 | 15:15            |      |                 |                      | Publik: 1 821 Domare: Richard Sundell | Publik: 1 821 Domare: Richard Sundell |
| 15:15 | 15:15            |      |                 |                      | Publik: 1 821 Domare: Richard Sundell | Publik: 1 821 Domare: Richard Sundell |

| 2     | 26 februari 2023 | Gais                                   | 2 – 1           | IFK Göteborg    | Bravida Arena         |                       |
| 13:00 | 13:00            | Axel Norén 56′ Mervan Celik 62′ (str.) | (0 – 1) Rapport | 42′ Adam Carlén | Domare: Bojan Pandžić | Domare: Bojan Pandžić |
| 13:00 | 13:00            |                                        |                 |                 | Domare: Bojan Pandžić | Domare: Bojan Pandžić |
| 13:00 | 13:00            |                                        |                 |                 | Domare: Bojan Pandžić | Domare: Bojan Pandžić |

| 3     | 5 mars 2023 | Utsiktens BK | 0 – 2           | Gais                     | Valhalla IP                        |                                    |
| 15:15 | 15:15       |              | (0 – 0) Rapport | 71′, 90′ Julius Lindberg | Publik: 1 334 Domare: Adi Aganovic | Publik: 1 334 Domare: Adi Aganovic |
| 15:15 | 15:15       |              |                 |                          | Publik: 1 334 Domare: Adi Aganovic | Publik: 1 334 Domare: Adi Aganovic |
| 15:15 | 15:15       |              |                 |                          | Publik: 1 334 Domare: Adi Aganovic | Publik: 1 334 Domare: Adi Aganovic |

## Superettan
Gais inledde Superettan den 2 april 2023 med att spela 1–1 borta mot Östersunds FK. Trots ett stundtals bländande spel hade Gais i inledningen av serien ofta svårt att göra mål, men efter sju omgångar ledde man ändå i mitten av maj Superettan. Julius Lindberg, som gjorde 5 mål på säsongens första 6 matcher, utsågs till seriens bästa spelare för april. Mot slutet av maj hamnade klubben i en svacka och gick mållös ur tre matcher i rad, bland annat i derbyt mot Örgryte IS den 1 juni, som man inför drygt 13 000 åskådare förlorade med 0–1. Sedan reste man sig emellertid och avslutade vårsäsongen övertygande med 3–0 borta mot GIF Sundsvall och 4–0 hemma mot Örebro SK, och till sommaruppehållet låg klubben trea i serien med 23 poäng, sex bakom vårens överraskningslag Utsiktens BK och en bakom Västerås SK.

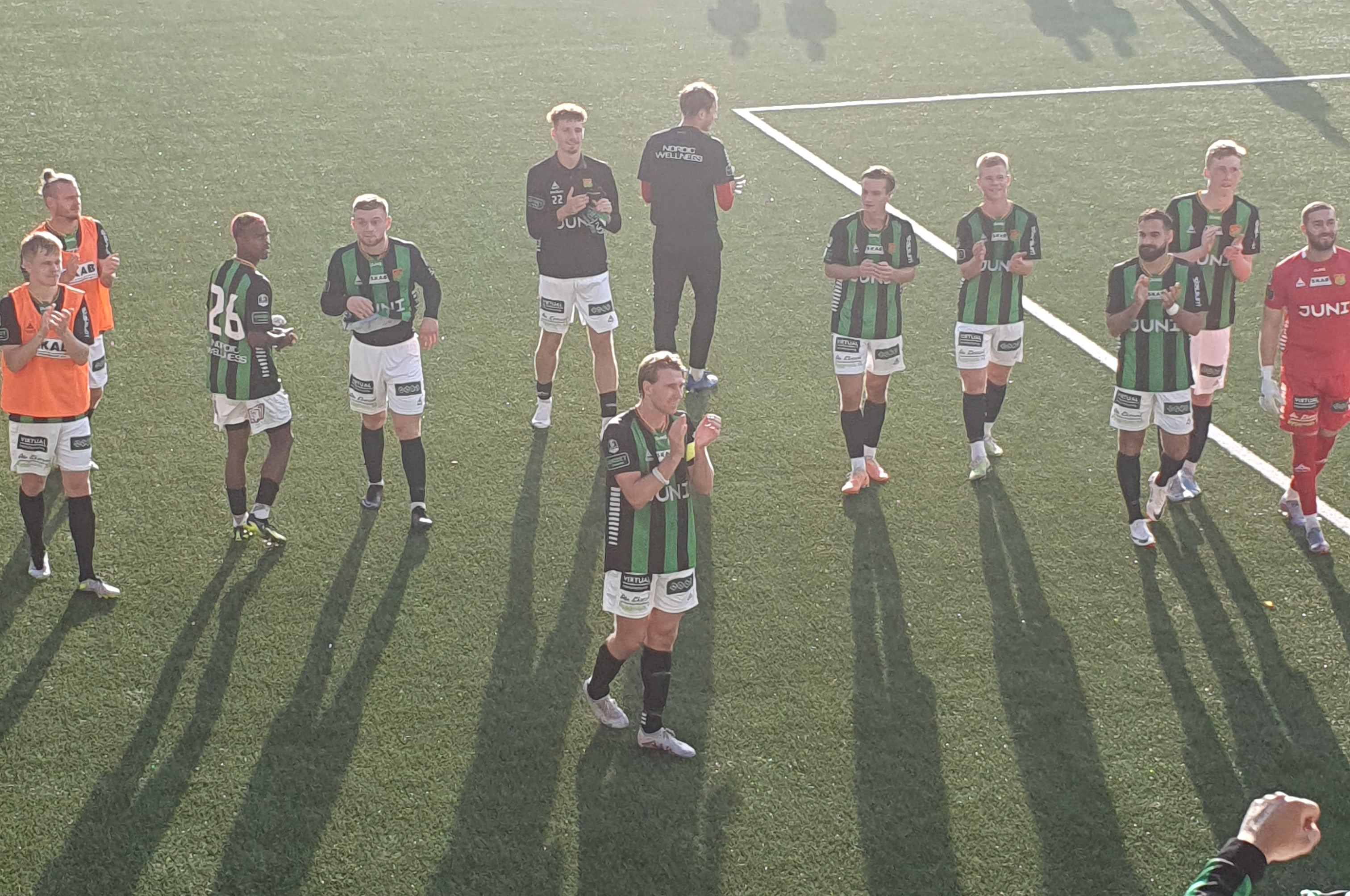
Gais applåderar bortaklacken efter 6–0-segern borta mot Gefle IF i september 2023.

Efter en knackig återstart efter sommaruppehållet, med bara fyra poäng på de fem första matcherna, tycktes Gais åter komma i form efter först 4–0 borta mot IK Brage och 3–0 hemma mot AFC Eskilstuna. Samtidigt läckte det under sommaren ut i Göteborgs-Posten att Julius Lindberg var klar för BK Häcken till säsongen 2024, och i Brage-matchen blev högeryttern Richard Friday knäskadad och borta resten av säsongen. När Lindberg tappade formen klev i stället Alexander Ahl Holmström fram med fem mål på fyra matcher, och utsågs till månadens spelare i Superettan för augusti. Innan sommarens transferfönster stängde värvade Gais även in Chovanie Amatkarijo som ersättare för Friday, och efter en förlust borta mot Landskrona i början av september började man återigen rada upp segrar; efter den 25:e omgången hade Gais gått om den tidigare seriesuveränen Utsikten och låg på andra plats, vilket innebar en direktplats till Allsvenskan. Fredrik Holmberg utsågs till månadens tränare i Superettan både för augusti och september. Gais kunde därefter hålla undan för Utsikten, och man säkrade andraplatsen och uppflyttning till allsvenskan i den 29:e omgången, då man den 5 november bortabesegrade Jönköpings Södra IF med 0–2. Man avslutade säsongen med att förlora den betydelselösa hemmamatchen mot Utsikten med 0–1 inför över 10 000 åskådare.
Julius Lindberg blev klubbens bästa målskytt med 11 fullträffar i serien, tätt följd av Mervan Celik på 10 mål. Lindberg blev även hela Superettans poängkung med 21 poäng (11 mål och 10 assist), medan Gustav Lundgren vann seriens assistliga med sina 12 målgivande passningar. Efter säsongen slutade den skadedrabbade veteranen och lagkaptenen Niklas Andersen efter sju år och 156 seriematcher i Gais.

### Tabell
| Nr | Lag                 | S  | V  | O  | F  | GM | IM | MS  | P  |
| -- | ------------------- | -- | -- | -- | -- | -- | -- | --- | -- |
| 1  | Västerås SK         | 30 | 19 | 6  | 5  | 48 | 24 | +24 | 63 |
| 2  | Gais (U)            | 30 | 17 | 6  | 7  | 61 | 23 | +38 | 57 |
| 3  | Utsiktens BK        | 30 | 16 | 7  | 7  | 50 | 31 | +19 | 55 |
| 4  | Östers IF           | 30 | 16 | 6  | 8  | 57 | 35 | +22 | 54 |
| 5  | Östersunds FK       | 30 | 10 | 12 | 8  | 44 | 39 | +5  | 42 |
| 6  | IK Brage            | 30 | 12 | 5  | 13 | 39 | 42 | −3  | 41 |
| 7  | Landskrona BoIS     | 30 | 11 | 6  | 13 | 40 | 49 | −9  | 39 |
| 8  | Trelleborgs FF      | 30 | 10 | 9  | 11 | 40 | 52 | −12 | 39 |
| 9  | Gefle IF (U)        | 30 | 9  | 10 | 11 | 36 | 45 | −9  | 37 |
| 10 | GIF Sundsvall (N)   | 30 | 9  | 8  | 13 | 37 | 53 | −16 | 35 |
| 11 | Örebro SK           | 30 | 8  | 10 | 12 | 43 | 45 | −2  | 34 |
| 12 | Helsingborgs IF (N) | 30 | 8  | 9  | 13 | 32 | 37 | −5  | 33 |
| 13 | Skövde AIK          | 30 | 9  | 6  | 15 | 42 | 52 | −10 | 33 |
| 14 | Örgryte IS          | 30 | 8  | 8  | 14 | 33 | 47 | −14 | 32 |
| 15 | Jönköpings Södra IF | 30 | 7  | 10 | 13 | 43 | 57 | −14 | 31 |
| 16 | AFC Eskilstuna      | 30 | 7  | 10 | 13 | 28 | 42 | −14 | 31 |

### Matcher
| 1     | 2 april 2023 | Östersunds FK           | 1 – 1           | Gais                | Jämtkraft Arena                                |                                                |
| 15:00 | 15:00        | Chovanie Amatkarijo 89′ | (0 – 1) Rapport | 36′ Julius Lindberg | Östersund Publik: 2 477 Domare: Fredrik Oppong | Östersund Publik: 2 477 Domare: Fredrik Oppong |
| 15:00 | 15:00        |                         |                 |                     | Östersund Publik: 2 477 Domare: Fredrik Oppong | Östersund Publik: 2 477 Domare: Fredrik Oppong |
| 15:00 | 15:00        |                         |                 |                     | Östersund Publik: 2 477 Domare: Fredrik Oppong | Östersund Publik: 2 477 Domare: Fredrik Oppong |

| 2     | 7 april 2023 | Gais                                                                | 3 – 0           | IK Brage | Bravida Arena                                       |                                                     |
| 15:00 | 15:00        | Gustav Lundgren 41′ Alexander Ahl Holmström 49′ Julius Lindberg 65′ | (1 – 0) Rapport |          | Göteborg Publik: 4 022 Domare: Martin Strömbergsson | Göteborg Publik: 4 022 Domare: Martin Strömbergsson |
| 15:00 | 15:00        |                                                                     |                 |          | Göteborg Publik: 4 022 Domare: Martin Strömbergsson | Göteborg Publik: 4 022 Domare: Martin Strömbergsson |
| 15:00 | 15:00        |                                                                     |                 |          | Göteborg Publik: 4 022 Domare: Martin Strömbergsson | Göteborg Publik: 4 022 Domare: Martin Strömbergsson |

| 3     | 16 april 2023 | Utsiktens BK          | 1 – 2           | Gais                               | Bravida Arena                                          |                                                        |
| 15:00 | 15:00         | Erik Westermark 45+3′ | (1 – 1) Rapport | 17′ Robin Frej 80′ Julius Lindberg | Göteborg Publik: 2 509 Domare: Andreas Dufva-Johansson | Göteborg Publik: 2 509 Domare: Andreas Dufva-Johansson |
| 15:00 | 15:00         |                       |                 |                                    | Göteborg Publik: 2 509 Domare: Andreas Dufva-Johansson | Göteborg Publik: 2 509 Domare: Andreas Dufva-Johansson |
| 15:00 | 15:00         |                       |                 |                                    | Göteborg Publik: 2 509 Domare: Andreas Dufva-Johansson | Göteborg Publik: 2 509 Domare: Andreas Dufva-Johansson |

| 4     | 22 april 2023 | Gais                               | 2 – 0           | Landskrona BoIS | Gamla Ullevi                                   |                                                |
| 15:00 | 15:00         | Mervan Celik 5′ Richard Friday 81′ | (1 – 0) Rapport |                 | Göteborg Publik: 3 801 Domare: Richard Sundell | Göteborg Publik: 3 801 Domare: Richard Sundell |
| 15:00 | 15:00         |                                    |                 |                 | Göteborg Publik: 3 801 Domare: Richard Sundell | Göteborg Publik: 3 801 Domare: Richard Sundell |
| 15:00 | 15:00         |                                    |                 |                 | Göteborg Publik: 3 801 Domare: Richard Sundell | Göteborg Publik: 3 801 Domare: Richard Sundell |

| 5     | 2 maj 2023 | Helsingborgs IF                     | 2 – 1           | Gais                       | Olympia                                        |                                                |
| 19:00 | 19:00      | Benjamin Acquah 39′ Amar Muhsin 76′ | (1 – 1) Rapport | 12′ (str.) Julius Lindberg | Helsingborg Publik: 6 487 Domare: Adi Aganovic | Helsingborg Publik: 6 487 Domare: Adi Aganovic |
| 19:00 | 19:00      |                                     |                 |                            | Helsingborg Publik: 6 487 Domare: Adi Aganovic | Helsingborg Publik: 6 487 Domare: Adi Aganovic |
| 19:00 | 19:00      |                                     |                 |                            | Helsingborg Publik: 6 487 Domare: Adi Aganovic | Helsingborg Publik: 6 487 Domare: Adi Aganovic |

| 6     | 7 maj 2023 | Gais                                   | 2 – 1           | Trelleborgs FF        | Gamla Ullevi                                   |                                                |
| 15:00 | 15:00      | Julius Lindberg 29′ Richard Friday 54′ | (1 – 1) Rapport | 36′ (sjm.) Axel Norén | Göteborg Publik: 3 559 Domare: Magnus Lindgren | Göteborg Publik: 3 559 Domare: Magnus Lindgren |
| 15:00 | 15:00      |                                        |                 |                       | Göteborg Publik: 3 559 Domare: Magnus Lindgren | Göteborg Publik: 3 559 Domare: Magnus Lindgren |
| 15:00 | 15:00      |                                        |                 |                       | Göteborg Publik: 3 559 Domare: Magnus Lindgren | Göteborg Publik: 3 559 Domare: Magnus Lindgren |

| 7     | 13 maj 2023 | Östers IF                | 1 – 2           | Gais                                    | Visma Arena                               |                                           |
| 15:00 | 15:00       | Adam Bergmark Wiberg 20′ | (1 – 1) Rapport | 29′ Gustav Lundgren 90+6′ Filip Beckman | Växjö Publik: 4 005 Domare: Oscar Johnson | Växjö Publik: 4 005 Domare: Oscar Johnson |
| 15:00 | 15:00       |                          |                 |                                         | Växjö Publik: 4 005 Domare: Oscar Johnson | Växjö Publik: 4 005 Domare: Oscar Johnson |
| 15:00 | 15:00       |                          |                 |                                         | Växjö Publik: 4 005 Domare: Oscar Johnson | Växjö Publik: 4 005 Domare: Oscar Johnson |

| 8     | 20 maj 2023 | Gais | 0 – 1           | Jönköpings Södra IF    | Gamla Ullevi                                        |                                                     |
| 15:00 | 15:00       |      | (0 – 0) Rapport | 89′ Daniel Strandsäter | Göteborg Publik: 3 655 Domare: Martin Strömbergsson | Göteborg Publik: 3 655 Domare: Martin Strömbergsson |
| 15:00 | 15:00       |      |                 |                        | Göteborg Publik: 3 655 Domare: Martin Strömbergsson | Göteborg Publik: 3 655 Domare: Martin Strömbergsson |
| 15:00 | 15:00       |      |                 |                        | Göteborg Publik: 3 655 Domare: Martin Strömbergsson | Göteborg Publik: 3 655 Domare: Martin Strömbergsson |

| 9     | 26 maj 2023 | AFC Eskilstuna | 0 – 0           | Gais | Tunavallen                                   |                                              |
| 19:00 | 19:00       |                | (0 – 0) Rapport |      | Eskilstuna Publik: 665 Domare: Erik Mattsson | Eskilstuna Publik: 665 Domare: Erik Mattsson |
| 19:00 | 19:00       |                |                 |      | Eskilstuna Publik: 665 Domare: Erik Mattsson | Eskilstuna Publik: 665 Domare: Erik Mattsson |
| 19:00 | 19:00       |                |                 |      | Eskilstuna Publik: 665 Domare: Erik Mattsson | Eskilstuna Publik: 665 Domare: Erik Mattsson |

| 10    | 1 juni 2023 | Gais | 0 – 1           | Örgryte IS           | Gamla Ullevi                              |                                           |
| 19:00 | 19:00       |      | (0 – 1) Rapport | 15′ Hady Saleh Karim | Göteborg Publik: 13 011 Domare: Per Melin | Göteborg Publik: 13 011 Domare: Per Melin |
| 19:00 | 19:00       |      |                 |                      | Göteborg Publik: 13 011 Domare: Per Melin | Göteborg Publik: 13 011 Domare: Per Melin |
| 19:00 | 19:00       |      |                 |                      | Göteborg Publik: 13 011 Domare: Per Melin | Göteborg Publik: 13 011 Domare: Per Melin |

| 11    | 6 juni 2023 | GIF Sundsvall | 0 – 3           | Gais                                           | NP3 Arena                                      |                                                |
| 15:00 | 15:00       |               | (0 – 1) Rapport | 9′ (sjm.) Erik Andersson 56′, 66′ Mervan Celik | Sundsvall Publik: 3 332 Domare: Fredrik Oppong | Sundsvall Publik: 3 332 Domare: Fredrik Oppong |
| 15:00 | 15:00       |               |                 |                                                | Sundsvall Publik: 3 332 Domare: Fredrik Oppong | Sundsvall Publik: 3 332 Domare: Fredrik Oppong |
| 15:00 | 15:00       |               |                 |                                                | Sundsvall Publik: 3 332 Domare: Fredrik Oppong | Sundsvall Publik: 3 332 Domare: Fredrik Oppong |

| 12    | 11 juni 2023 | Gais                                                                               | 4 – 0           | Örebro SK | Gamla Ullevi                                 |                                              |
| 15:00 | 15:00        | Mervan Celik 9′ Julius Lindberg 30′ Richard Friday 78′ Alexander Ahl Holmström 83′ | (2 – 0) Rapport |           | Göteborg Publik: 3 087 Domare: Enzo Vesprini | Göteborg Publik: 3 087 Domare: Enzo Vesprini |
| 15:00 | 15:00        |                                                                                    |                 |           | Göteborg Publik: 3 087 Domare: Enzo Vesprini | Göteborg Publik: 3 087 Domare: Enzo Vesprini |
| 15:00 | 15:00        |                                                                                    |                 |           | Göteborg Publik: 3 087 Domare: Enzo Vesprini | Göteborg Publik: 3 087 Domare: Enzo Vesprini |

| 13    | 9 juli 2023 | Skövde AIK | 0 – 0           | Gais | Södermalms IP                             |                                           |
| 17:00 | 17:00       |            | (0 – 0) Rapport |      | Skövde Publik: 1 933 Domare: Rinon Hasani | Skövde Publik: 1 933 Domare: Rinon Hasani |
| 17:00 | 17:00       |            |                 |      | Skövde Publik: 1 933 Domare: Rinon Hasani | Skövde Publik: 1 933 Domare: Rinon Hasani |
| 17:00 | 17:00       |            |                 |      | Skövde Publik: 1 933 Domare: Rinon Hasani | Skövde Publik: 1 933 Domare: Rinon Hasani |

| 14    | 16 juli 2023 | Gais                  | 1 – 1           | Gefle IF          | Gamla Ullevi                                |                                             |
| 15:00 | 15:00        | Anes Cardaklija 90+5′ | (0 – 0) Rapport | 49′ Nils Eriksson | Göteborg Publik: 4 622 Domare: Adi Aganovic | Göteborg Publik: 4 622 Domare: Adi Aganovic |
| 15:00 | 15:00        |                       |                 |                   | Göteborg Publik: 4 622 Domare: Adi Aganovic | Göteborg Publik: 4 622 Domare: Adi Aganovic |
| 15:00 | 15:00        |                       |                 |                   | Göteborg Publik: 4 622 Domare: Adi Aganovic | Göteborg Publik: 4 622 Domare: Adi Aganovic |

| 15    | 24 juli 2023 | Gais | 0 – 2           | Västerås SK                               | Gamla Ullevi                                 |                                              |
| 19:00 | 19:00        |      | (0 – 1) Rapport | 45′ Simon Gefvert 49′ Jabir Abdihakim Ali | Göteborg Publik: 4 578 Domare: Erik Mattsson | Göteborg Publik: 4 578 Domare: Erik Mattsson |
| 19:00 | 19:00        |      |                 |                                           | Göteborg Publik: 4 578 Domare: Erik Mattsson | Göteborg Publik: 4 578 Domare: Erik Mattsson |
| 19:00 | 19:00        |      |                 |                                           | Göteborg Publik: 4 578 Domare: Erik Mattsson | Göteborg Publik: 4 578 Domare: Erik Mattsson |

| 16    | 31 juli 2023 | Örebro SK | 0 – 0           | Gais | Behrn Arena                            |                                        |
| 19:00 | 19:00        |           | (0 – 0) Rapport |      | Örebro Publik: 3 882 Domare: Per Melin | Örebro Publik: 3 882 Domare: Per Melin |
| 19:00 | 19:00        |           |                 |      | Örebro Publik: 3 882 Domare: Per Melin | Örebro Publik: 3 882 Domare: Per Melin |
| 19:00 | 19:00        |           |                 |      | Örebro Publik: 3 882 Domare: Per Melin | Örebro Publik: 3 882 Domare: Per Melin |

| 17    | 6 augusti 2023 | Gais                                                                 | 3 – 3           | GIF Sundsvall                              | Gamla Ullevi                                 |                                              |
| 17:00 | 17:00          | Richard Friday 30′ Alexander Ahl Holmström 74′ August Wängberg 90+2′ | (1 – 0) Rapport | 54′, 77′ Marcus Burman 64′ Jesper Carström | Göteborg Publik: 2 744 Domare: Oscar Johnson | Göteborg Publik: 2 744 Domare: Oscar Johnson |
| 17:00 | 17:00          |                                                                      |                 |                                            | Göteborg Publik: 2 744 Domare: Oscar Johnson | Göteborg Publik: 2 744 Domare: Oscar Johnson |
| 17:00 | 17:00          |                                                                      |                 |                                            | Göteborg Publik: 2 744 Domare: Oscar Johnson | Göteborg Publik: 2 744 Domare: Oscar Johnson |

| 18    | 12 augusti 2023 | IK Brage | 0 – 4           | Gais                                                                                | Borlänge Energi Arena                         |                                               |
| 13:00 | 13:00           |          | (0 – 2) Rapport | 9′ Alexander Ahl Holmström 45′ Axel Henriksson 64′ Mervan Celik 86′ Julius Lindberg | Borlänge Publik: 1 282 Domare: Kaspar Sjöberg | Borlänge Publik: 1 282 Domare: Kaspar Sjöberg |
| 13:00 | 13:00           |          |                 |                                                                                     | Borlänge Publik: 1 282 Domare: Kaspar Sjöberg | Borlänge Publik: 1 282 Domare: Kaspar Sjöberg |
| 13:00 | 13:00           |          |                 |                                                                                     | Borlänge Publik: 1 282 Domare: Kaspar Sjöberg | Borlänge Publik: 1 282 Domare: Kaspar Sjöberg |

| 19    | 18 augusti 2023 | Gais                                                 | 3 – 0           | AFC Eskilstuna | Gamla Ullevi                                   |                                                |
| 19:00 | 19:00           | Axel Henriksson 43′ Alexander Ahl Holmström 55′, 76′ | (1 – 0) Rapport |                | Göteborg Publik: 3 112 Domare: Magnus Lindgren | Göteborg Publik: 3 112 Domare: Magnus Lindgren |
| 19:00 | 19:00           |                                                      |                 |                | Göteborg Publik: 3 112 Domare: Magnus Lindgren | Göteborg Publik: 3 112 Domare: Magnus Lindgren |
| 19:00 | 19:00           |                                                      |                 |                | Göteborg Publik: 3 112 Domare: Magnus Lindgren | Göteborg Publik: 3 112 Domare: Magnus Lindgren |

| 20    | 28 augusti 2023 | Gais                                                                    | 3 – 1           | Skövde AIK      | Gamla Ullevi                                   |                                                |
| 19:00 | 19:00           | Axel Henriksson 17′ Alexander Ahl Holmström 36′ (str.) Mervan Celik 44′ | (3 – 0) Rapport | 83′ Marc Tokich | Göteborg Publik: 2 684 Domare: Richard Sundell | Göteborg Publik: 2 684 Domare: Richard Sundell |
| 19:00 | 19:00           |                                                                         |                 |                 | Göteborg Publik: 2 684 Domare: Richard Sundell | Göteborg Publik: 2 684 Domare: Richard Sundell |
| 19:00 | 19:00           |                                                                         |                 |                 | Göteborg Publik: 2 684 Domare: Richard Sundell | Göteborg Publik: 2 684 Domare: Richard Sundell |

| 21    | 2 september 2023 | Landskrona BoIS                          | 2 – 1           | Gais            | Landskrona IP                              |                                            |
| 13:00 | 13:00            | Robin Frej 24′ (sjm.) Frederik Ihler 31′ | (2 – 1) Rapport | 4′ Mervan Celik | Landskrona Publik: 2 282 Domare: Per Melin | Landskrona Publik: 2 282 Domare: Per Melin |
| 13:00 | 13:00            |                                          |                 |                 | Landskrona Publik: 2 282 Domare: Per Melin | Landskrona Publik: 2 282 Domare: Per Melin |
| 13:00 | 13:00            |                                          |                 |                 | Landskrona Publik: 2 282 Domare: Per Melin | Landskrona Publik: 2 282 Domare: Per Melin |

| 22    | 17 september 2023 | Gais                                                                                | 4 – 1           | Helsingborgs IF     | Gamla Ullevi                                 |                                              |
| 13:00 | 13:00             | Julius Lindberg 12′ (str.) Chovanie Amatkarijo 28′ Axel Norén 85′ Viktor Krüger 90′ | (2 – 0) Rapport | 47′ Benjamin Acquah | Göteborg Publik: 4 266 Domare: Oscar Johnson | Göteborg Publik: 4 266 Domare: Oscar Johnson |
| 13:00 | 13:00             |                                                                                     |                 |                     | Göteborg Publik: 4 266 Domare: Oscar Johnson | Göteborg Publik: 4 266 Domare: Oscar Johnson |
| 13:00 | 13:00             |                                                                                     |                 |                     | Göteborg Publik: 4 266 Domare: Oscar Johnson | Göteborg Publik: 4 266 Domare: Oscar Johnson |

| 23    | 23 september 2023 | Gefle IF | 0 – 6           | Gais                                                                                               | Gavlevallen                               |                                           |
| 15:00 | 15:00             |          | (0 – 3) Rapport | 2′, 37′ Mervan Celik 43′ (str.), 51′ Joackim Åberg 74′ Alexander Ahl Holmström 90′ August Wängberg | Gävle Publik: 2 170 Domare: Enzo Vesprini | Gävle Publik: 2 170 Domare: Enzo Vesprini |
| 15:00 | 15:00             |          |                 | | Gävle Publik: 2 170 Domare: Enzo Vesprini | Gävle Publik: 2 170 Domare: Enzo Vesprini |
| 15:00 | 15:00             |          |                 | | Gävle Publik: 2 170 Domare: Enzo Vesprini | Gävle Publik: 2 170 Domare: Enzo Vesprini |

| 24    | 28 september 2023 | Örgryte IS        | 1 – 4           | Gais                                                                      | Gamla Ullevi                                 |                                              |
| 19:00 | 19:00             | Edi Sylisufaj 52′ | (0 – 2) Rapport | 19′ Robin Frej 36′ Mervan Celik 65′ Axel Henriksson 90+3′ Julius Lindberg | Göteborg Publik: 10 657 Domare: Adi Aganovic | Göteborg Publik: 10 657 Domare: Adi Aganovic |
| 19:00 | 19:00             |                   |                 |                                                                           | Göteborg Publik: 10 657 Domare: Adi Aganovic | Göteborg Publik: 10 657 Domare: Adi Aganovic |
| 19:00 | 19:00             |                   |                 |                                                                           | Göteborg Publik: 10 657 Domare: Adi Aganovic | Göteborg Publik: 10 657 Domare: Adi Aganovic |

| 25    | 3 oktober 2023 | Gais                | 1 – 0           | Östers IF | Gamla Ullevi                             |                                          |
| 19:00 | 19:00          | Julius Lindberg 66′ | (0 – 0) Rapport |           | Göteborg Publik: 4 333 Domare: Per Melin | Göteborg Publik: 4 333 Domare: Per Melin |
| 19:00 | 19:00          |                     |                 |           | Göteborg Publik: 4 333 Domare: Per Melin | Göteborg Publik: 4 333 Domare: Per Melin |
| 19:00 | 19:00          |                     |                 |           | Göteborg Publik: 4 333 Domare: Per Melin | Göteborg Publik: 4 333 Domare: Per Melin |

| 26    | 8 oktober 2023 | Trelleborgs FF | 0 – 6           | Gais | Vångavallen                                    |                                                |
| 13:00 | 13:00          |                | (0 – 3) Rapport | 25′ Axel Norén 30′ (str.) Julius Lindberg 32′, 58′ Axel Henriksson 66′ Jonas Lindberg 78′ Chovanie Amatkarijo | Trelleborg Publik: 1 265 Domare: Oscar Johnson | Trelleborg Publik: 1 265 Domare: Oscar Johnson |
| 13:00 | 13:00          |                |                 | | Trelleborg Publik: 1 265 Domare: Oscar Johnson | Trelleborg Publik: 1 265 Domare: Oscar Johnson |
| 13:00 | 13:00          |                |                 | | Trelleborg Publik: 1 265 Domare: Oscar Johnson | Trelleborg Publik: 1 265 Domare: Oscar Johnson |

| 27    | 21 oktober 2023 | Gais                                             | 2 – 1           | Östersunds FK        | Gamla Ullevi                                  |                                               |
| 13:00 | 13:00           | Jakob Hedenquist 71′ (sjm.) Aly Keita 84′ (sjm.) | (0 – 1) Rapport | 25′ Jakob Hedenquist | Göteborg Publik: 4 886 Domare: Fredrik Oppong | Göteborg Publik: 4 886 Domare: Fredrik Oppong |
| 13:00 | 13:00           |                                                  |                 |                      | Göteborg Publik: 4 886 Domare: Fredrik Oppong | Göteborg Publik: 4 886 Domare: Fredrik Oppong |
| 13:00 | 13:00           |                                                  |                 |                      | Göteborg Publik: 4 886 Domare: Fredrik Oppong | Göteborg Publik: 4 886 Domare: Fredrik Oppong |

| 28    | 29 oktober 2023 | Västerås SK                  | 2 – 1           | Gais              | Hitachi Energy Arena                           |                                                |
| 13:00 | 13:00           | Jabir Abdihakim Ali 49′, 57′ | (0 – 1) Rapport | 33′ Filip Beckman | Västerås Publik: 6 611 Domare: Magnus Lindgren | Västerås Publik: 6 611 Domare: Magnus Lindgren |
| 13:00 | 13:00           |                              |                 |                   | Västerås Publik: 6 611 Domare: Magnus Lindgren | Västerås Publik: 6 611 Domare: Magnus Lindgren |
| 13:00 | 13:00           |                              |                 |                   | Västerås Publik: 6 611 Domare: Magnus Lindgren | Västerås Publik: 6 611 Domare: Magnus Lindgren |

| 29    | 5 november 2023 | Jönköpings Södra IF | 0 – 2           | Gais                                 | Stadsparksvallen                              |                                               |
| 13:00 | 13:00           |                     | (0 – 1) Rapport | 5′ Axel Norén 90+10′ Gustav Lundgren | Jönköping Publik: 5 516 Domare: Oscar Johnson | Jönköping Publik: 5 516 Domare: Oscar Johnson |
| 13:00 | 13:00           |                     |                 |                                      | Jönköping Publik: 5 516 Domare: Oscar Johnson | Jönköping Publik: 5 516 Domare: Oscar Johnson |
| 13:00 | 13:00           |                     |                 |                                      | Jönköping Publik: 5 516 Domare: Oscar Johnson | Jönköping Publik: 5 516 Domare: Oscar Johnson |

| 30    | 11 november 2023 | Gais | 0 – 1           | Utsiktens BK            | Gamla Ullevi                              |                                           |
| 15:00 | 15:00            |      | (0 – 1) Rapport | 44′ William Milovanovic | Göteborg Publik: 10 786 Domare: Per Melin | Göteborg Publik: 10 786 Domare: Per Melin |
| 15:00 | 15:00            |      |                 |                         | Göteborg Publik: 10 786 Domare: Per Melin | Göteborg Publik: 10 786 Domare: Per Melin |
| 15:00 | 15:00            |      |                 |                         | Göteborg Publik: 10 786 Domare: Per Melin | Göteborg Publik: 10 786 Domare: Per Melin |

## Svenska cupen 2023/2024
Gais gick, i likhet med alla klubbar i Allsvenskan och Superettan, in i svenska cupen i andra omgången, där man lottades mot Hässleholms IF. På Österås IP i Hässleholm fick Gais, som matchade flera reserver och juniorer, en oväntat tuff match, men vann till sist med 3–2 efter två mål av Gustav Lundgren och gick därmed vidare till gruppspelet.
| 2     | 22 augusti 2023 | Hässleholms IF          | 2 – 3           | Gais                                                 | Österås IP |            |
| 19:00 | 19:00           | Casper Burehed 28′, 30′ | (2 – 1) Rapport | 10′ Alexander Ahl Holmström 63′, 65′ Gustav Lundgren | Hässleholm | Hässleholm |
| 19:00 | 19:00           |                         |                 |                                                      | Hässleholm | Hässleholm |
| 19:00 | 19:00           |                         |                 |                                                      | Hässleholm | Hässleholm |

## Organisation

### Ledning
- Klubbchef: Magnus Sköldmark[35]
- Player Manager: Nicklas Karlström[35]
- Tränare: Fredrik Holmberg[35]
- Assisterande tränare: Kenneth Gustafsson,[35] Alexander Severin[36]
- Målvaktstränare: Ole Söderberg
- Fysioterapeut: Felix Karlsson[37]

### Styrelse[35]
- Roland Blomstrand, ordförande
- Stefan Tilk, vice ordförande
- Hans Aulin, kassör
- Susanne Areschoug, ledamot
- Arash Charkhizadeh, ledamot
- Povel Fagerström, ledamot
- Lallo Fernandez, ledamot
- David Perhed, ledamot
- Ulf Tollhage, ledamot
- Bengt Jildmalm, suppleant
- Johan "Red Top" Larsson, suppleant

## Spelartrupp
| Nr | Land     | Pos | Namn                 |
| -- | -------- | --- | -------------------- |
| 1  | Sverige  | MV  | Mergim Krasniqi      |
| 2  | Albanien | F   | Egzon Binaku         |
| 3  | Sverige  | F   | Viktor Krüger        |
| 4  | Sverige  | F   | Axel Norén           |
| 5  | Sverige  | F   | Niklas Andersen      |
| 6  | Sverige  | F   | August Wängberg      |
| 7  | Sverige  | MF  | Joackim Åberg        |
| 8  | Sverige  | MF  | Viktor Alexandersson |
| 9  | Sverige  | MF  | Gustav Lundgren      |
| 10 | Sverige  | A   | Mervan Celik         |
| 11 | Sverige  | A   | Julius Lindberg      |
| 12 | Sverige  | F   | Robin Frej           |
| 14 | Sverige  | MF  | Filip Gustafsson     |

| Nr | Land         | Pos | Namn                    |
| -- | ------------ | --- | ----------------------- |
| 16 | Sverige      | MF  | Dino Salihovic          |
| 17 | Sverige      | A   | Simon Sjöholm           |
| 18 | Sverige      | A   | Alexander Ahl Holmström |
| 19 | Nigeria      | A   | Richard Friday          |
| 20 | Sverige      | A   | Chisom Chika Chidi      |
| 21 | Sverige      | MF  | Axel Henriksson         |
| 22 | Sverige      | F   | Anes Cardaklija         |
| 24 | Sverige      | F   | Filip Beckman           |
| 25 | Sverige      | MF  | Jonas Lindberg          |
| 26 | Sint Maarten | A   | Chovanie Amatkarijo     |
| 30 | Sverige      | MV  | Erik Westgärds          |
| 32 | Sverige      | A   | Anton Örje Sernros      |
| 33 | Sverige      | MV  | Erik Krantz             |

### Spelare in och ut
| Datum            | Position    | Nat.         | Namn                    | Ålder | Flyttar från      | Typ               | Kontrakt t.o.m. | Källa         |
| ---------------- | ----------- | ------------ | ----------------------- | ----- | ----------------- | ----------------- | --------------- | ------------- |
| 12 december 2022 | Försvarare  | Irak         | Abbas Mohamad           | 24    | Dalkurd FF        | Transfer          | 2024            | [ 15 ]        |
| 15 december 2022 | Anfallare   | Sverige      | Chisomnazu Chika Chidi  | 22    | Ahlafors IF       | Transfer          | 2025            | [ 12 ]        |
| 22 december 2022 | Försvarare  | Albanien     | Egzon Binaku            | 27    | IFK Norrköping    | Transfer          | 2024            | [ 9 ]         |
| 9 januari 2023   | Försvarare  | Sverige      | Filip Beckman           | 19    | Gais U            | Från juniorlaget  | 2024            | [ 13 ]        |
| 20 januari 2023  | Anfallare   | Sverige      | Alexander Ahl Holmström | 23    | Örgryte IS        | Transfer          | 2025            | [ 39 ]        |
| 14 februari 2023 | Försvarare  | Sverige      | Robin Frej              | 24    | IF Brommapojkarna | Transfer          | 2024            | [ 10 ]        |
| 9 mars 2023      | Mittfältare | Sverige      | Dino Salihovic          | 20    | IFK Norrköping    | Lån               | 2023            | [ 14 ]        |
| 30 augusti 2023  | Anfallare   | Sint Maarten | Chovanie Amatkarijo     | 24    | NK Istra 1961     | Transfer          | 2026            | [ 28 ]        |
| Datum            | Position    | Nat.         | Namn                    | Ålder | Flyttar till      | Typ               |                 | Källa         |
| 8 november 2022  | Anfallare   | England      | Ben Morris              | 23    | Ipswich Town      | Avslutat lån      |                 | [ 40 ]        |
| 26 november 2022 | Anfallare   | Sverige      | Donat Zejnullahu        | 19    | Qviding FIF       | Utgående kontrakt |                 | [ 41 ] [ 42 ] |
| 26 november 2022 | Anfallare   | Sverige      | Youssef Fayad           | 21    | Vänersborgs IF    | Utgående kontrakt |                 | [ 41 ]        |
| 26 november 2022 | Försvarare  | Sverige      | Emin Grozdanic          | 24    | IFK Värnamo       | Utgående kontrakt |                 | [ 5 ]         |
| 7 januari 2023   | Försvarare  | Irak         | Abbas Mohamad           | 24    | klubblös          | Brutet kontrakt   |                 | [ 43 ]        |
| 6 februari 2023  | Anfallare   | Sierra Leone | Michael Kargbo          | 23    | Dalkurd FF        | Utgående kontrakt |                 | [ 44 ]        |
| 20 februari 2023 | Mittfältare | Sverige      | Nuha Jatta              | 20    | Ahlafors IF       | Transfer          |                 | [ 45 ]        |
| 21 februari 2023 | Mittfältare | Sverige      | Harun Ibrahim           | 19    | Molde FK          | Transfer          |                 | [ 7 ]         |

### Landslagsuppdrag
Gais mittback Anes Cardaklija spelade under 2023 sju P18-landskamper för Sverige, medan Simon Sjöholm spelade sju P17-landskamper under året. Nyförvärvet Chovanie Amatkarijo spelade under hösten sex matcher för Sint Maartens landslag, där han gjorde två mål.

## Ungdoms- och damlag
Gais U21-lag spelade i U21-allsvenskans västra division, där man slutade 5:a av 6 lag.
Gais P19-lag spelade i P19-allsvenskan, där man slutade 12:a av 14 lag och åkte ur serien. Mohamed Bawa blev Gais bäste målskytt med 11 mål.
Gais P17-lag spelade i P17-allsvenskan södra, där man slutade 7:a av 14 lag. Elias Zemmale blev Gais bäste målskytt med 10 mål.
Gais P16-lag vann division 1 region 2 överlägset och blev därmed klara för P16-allsvenskan. Ville Hellgård Knudsen och Vincent Nordh delade på förstaplatsen i den interna skytteligan med 19 mål vardera.
I september 2023 skulle Gais vid ett extrainsatt årsmöte rösta om att överta damlaget Göteborgs DFF, men en inkommen motion om att bordlägga frågan till ordinarie årsmöte 2024 röstades igenom, vilket i praktiken blev ett nej till samgående eftersom GDFF inte hade resurser att fortsätta sin verksamhet. I stället meddelade klubben i oktober 2023 att man hade anmält ett damlag till spel i division V till säsongen 2024.